# Krystyna Bierut-Maminajszwili

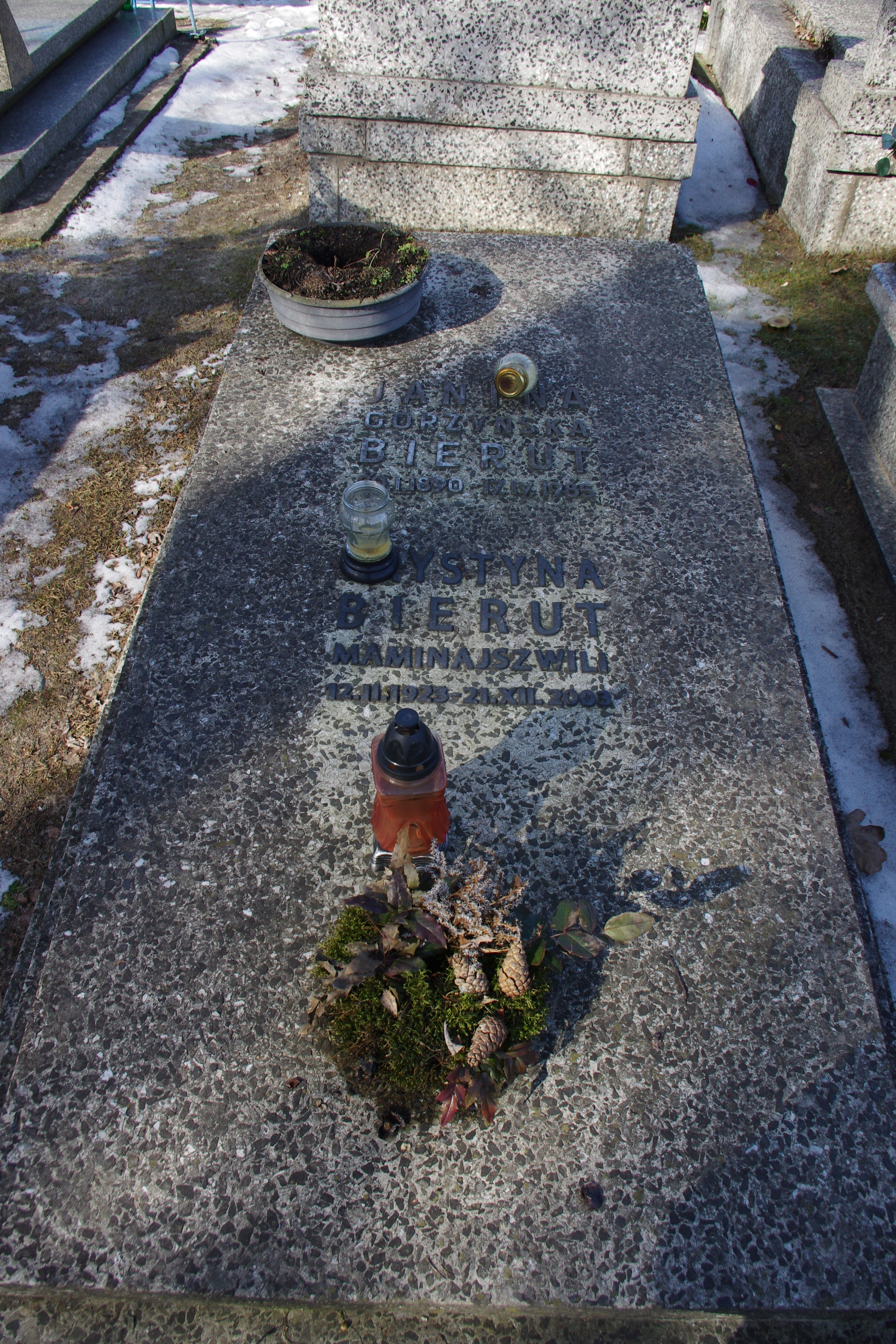
Grób Janiny Górzyńskiej-Bierut oraz Krystyny Bierut-Maminajszwili na Wojskowych Powązkach w Warszawie

Krystyna Bierut-Maminajszwili (ur. 12 lutego 1923, zm. 21 grudnia 2003) – polska inżynier architekt mieszkająca w Gruzji, córka Bolesława Bieruta.

## Życiorys
Była córką Bolesława Bieruta i Janiny Górzyńskiej, siostrą Jana Chylińskiego, wysokiego szczebla urzędnika PRL. 
Ukończyła szkołę średnią Robotniczego Towarzystwa Przyjaciół Dzieci na Żoliborzu oraz Żeńską Szkołę Architektury im. Noakowskiego. W czasie okupacji studiowała architekturę na tajnych kompletach Politechniki Warszawskiej. Od wiosny 1943 działała w Związku Walki Młodych na Żoliborzu. Pracowała w Społecznym Przedsiębiorstwie Budowlanym. Walczyła w powstaniu warszawskim, będąc łączniczką i sanitariuszką (w połowie sierpnia ciężko ranna, przebywała w szpitalu powstańczym). Na przełomie 1944 i 1945 przebywała w obozie w Pruszkowie, a później znalazła się w Końskich.
W 1945 podjęła studia na Wydziale Architektury Politechniki Warszawskiej (w 1951 uzyskała dyplom magistra inżyniera). Była uczennicą i pracownikiem prof. Szymona Syrkusa. W 1951 zdała egzamin na studia aspiranckie w Instytucie Architektury w Moskwie, gdzie poznała przyszłego męża Bidzinę Maminajszwilego. Po przyjeździe do Gruzji zatrudniona w Gruzińskiej Akademii Nauk Architektonicznych w charakterze projektanta i pracownika naukowego oraz w Instytucie Estetyki (jako projektant wnętrz i małych form architektonicznych).
W 2000 wraz z mężem wróciła do Warszawy. W 2001 została awansowana na stopień podporucznika przez Aleksandra Kwaśniewskiego. 
Z Bidziną Maminajszwilim miała dwie córki, które posiadają obywatelstwo Rzeczypospolitej Polskiej. 
Pochowana na cmentarzu Wojskowym na Powązkach w Warszawie (kwatera 4DII-1-9).

## Odznaczenia
Odznaczona Krzyżem Kawalerskim Orderu Odrodzenia Polski, Krzyżem Walecznych, Krzyżem Partyzanckim, Warszawskim Krzyżem Powstańczym, Medalem za Warszawę 1939–1945 oraz Złotym Odznaczeniem im. Janka Krasickiego.